# Amyloflagellula inflata
Amyloflagellula inflata är en svampart som beskrevs av Agerer & Boidin 1981. Amyloflagellula inflata ingår i släktet Amyloflagellula och familjen Marasmiaceae.   Inga underarter finns listade i Catalogue of Life.